# Campionato italiano di beach soccer femminile 2022
La Serie Aon 2022 è stata l'11ª edizione della massima serie del campionato italiano femminile di calcio da spiaggia, disputata tra il 28 e il 31 luglio 2022 e conclusa con la vittoria del Futsal Basic Academy, al suo primo titolo.

## Formato
La Serie A 2022 è composta da 7 squadre divise in due gironi — A e B —. La strada per il titolo di Campione d'Italia si svolge in un'unica tappa.
Le prime due classificate dei gironi, conquistano la finale per l'assegnazione del titolo; invece le due seconde classificate,  giocano la finalina per il terzo posto.

## Calendario
Le date stabilite dalla federazione:
| Data         | Paese             | Città     | Stage           |
| ------------ | ----------------- | --------- | --------------- |
| 28–31 luglio | Italia (bandiera) | Viareggio | Gironi + finali |

## Squadre partecipanti
| Club                 | Città             |
| -------------------- | ----------------- |
| Canalicchio Catania  | Tremestieri Etneo |
| Futsal Basic Academy | Fondi             |
| Genova BS 2013       | Genova            |
| Lady International   | Terracina         |
| Napoli BS            | Napoli            |
| Pavia Calcio a 5     | Pavia             |
| Pisa BS 2014         | Pisa              |

## Girone A

### Risultati
| Squadra 1          | Risultato       | Squadra 2          |
| 1ª giornata        | 1ª giornata     | 1ª giornata        |
| ------------------ | --------------- | ------------------ |
| Napoli BS          | 1 - 4           | Lady International |
| Pavia Calcio a 5   | 7 - 2           | Genova BS 2013     |
| 2ª giornata        |                 |                    |
| Napoli BS          | 2 - 2 (5-6 dtr) | Pavia Calcio a 5   |
| Lady International | 5 - 1           | Genova BS 2013     |
| 3ª giornata        |                 |                    |
| Pavia Calcio a 5   | 2 - 1           | Lady International |
| Genova BS 2013     | 2 - 4           | Napoli BS          |

### Classifica
|  | Pos. | Squadra            | Pt | G | V | Vr | P | GF | GS | DR  |
|  | ---- | ------------------ | -- | - | - | -- | - | -- | -- | --- |
|  | 1.   | Pavia Calcio a 5   | 7  | 3 | 2 | 1  | 0 | 11 | 5  | +6  |
|  | 2.   | Lady International | 6  | 3 | 2 | 0  | 1 | 10 | 4  | +6  |
|  | 3.   | Napoli BS          | 3  | 3 | 1 | 0  | 2 | 7  | 8  | -1  |
|  | 4.   | Genova BS 2013     | 0  | 3 | 0 | 0  | 3 | 5  | 16 | -11 |

Legenda:
      Ammesse alla finale.
Regolamento:
Tre punti per la vittoria nei tempi regolamentari, uno ai calci di rigore, zero per la sconfitta.

## Girone B

### Risultati
| Squadra 1            | Risultato   | Squadra 2           |
| 1ª giornata          | 1ª giornata | 1ª giornata         |
| -------------------- | ----------- | ------------------- |
| Futsal Basic Academy | 8 - 2       | Pisa BS 2014        |
| 2ª giornata          |             |                     |
| Futsal Basic Academy | 7 - 3       | Canalicchio Catania |
| 3ª giornata          |             |                     |
| Pisa BS 2014         | 6 - 2       | Canalicchio Catania |

### Classifica
|  | Pos. | Squadra              | Pt | G | V | Vr | P | GF | GS | DR  |
|  | ---- | -------------------- | -- | - | - | -- | - | -- | -- | --- |
|  | 1.   | Futsal Basic Academy | 6  | 2 | 2 | 0  | 0 | 15 | 5  | +10 |
|  | 2.   | Pisa BS 2014         | 3  | 2 | 1 | 0  | 1 | 8  | 10 | -2  |
|  | 3.   | Canalicchio Catania  | 0  | 2 | 0 | 0  | 2 | 5  | 13 | -8  |

Legenda:
      Ammessa alla finale.
Regolamento:
Tre punti per la vittoria nei tempi regolamentari, uno ai calci di rigore, zero per la sconfitta.

## Finali

### Finale in dettaglio

#### Tabellino
| Arbitro: | Volpe, Schifano (Albenga, Trapani) |

|                    |           |                          |
| Lauria 8tt’ (aut.) | Marcatori | 7tt’ Privitera 3et’ Pisa |

### Finale 3º-4º posto
| Squadra 1          | Risultato | Squadra 2    |
| ------------------ | --------- | ------------ |
| Lady International | 8 - 4     | Pisa BS 2014 |